# Sitta leucopsis
El trepador cariblanco (Sitta leucopsis) es una especie de ave paseriforme de la familia Sittidae.

## Descripción
Mide 13 cm (5 pulgadas) de largo, sus mejillas, barbilla, garganta y partes inferiores son blancas, sus partes superiores son gris oscuro en su mayoría.

## Distribución geográfica y hábitat
Se encuentra en el este de Afganistán, norte de la India, Nepal y norte de Pakistán. Su hábitat natural son los bosques boreales y los bosques templados.

## Taxonomía

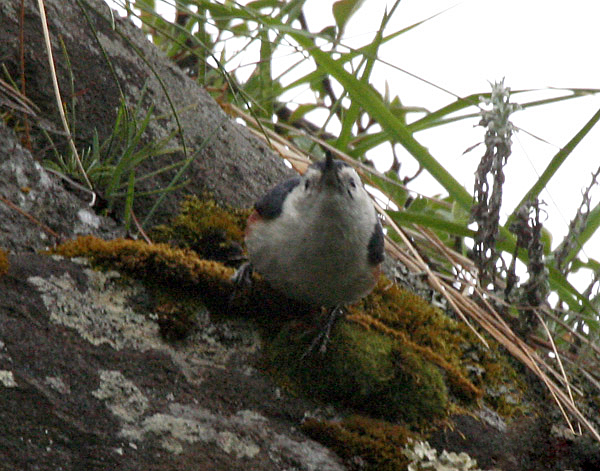
Ejemplar fotografiado en Himachal Pradesh.

El trepador de Przewalski (S. przewalskii) fue considerado una vez como subespecie del trepador cariblanco, pero Pamela C. Rasmussen los trató como especies separadas en 2005 en su libro Birds of South Asia. The Ripley Guide, decisión que fue adoptada por Nigel J. Cuello y John D. Peregrino en 2007 y aprobada por el Congreso Ornitológico Internacional y Alan P. Peterson; por lo que en la actualidad no se distingue subespecie alguna. Rasmussen argumentó diferencias morfológicas y llamados importantes, pero también es necesario estudiar cómo cada especie responde a los llamados de otros con mayor detenimiento para apoyar esta división. S. przewalskii y S. leucopsis están separados uno de otro por casi 1500 km.